# SN 2011ev
SN 2011ev – supernowa typu II-P odkryta 10 czerwca 2011 roku w galaktyce A234531-0756. W momencie odkrycia miała maksymalną jasność 17,60m.